# الاسموسور
الاسموسور یا دُم‌تخت‌سور (نام علمی: Elasmosaurus) نام یک سرده از راسته نزدیک‌سوسماران است.الاسموسور با طولی نزدیک به ۱۴ متر و ۳۰۰۰ کیلو وزن گوشتخواری بزرگ بوده است. اسم این جانور به معنای خزنده‌ِ دارای پهنه‌ی تخت (thin-plate reptile) یا دُم‌تَخت (flat-tailed) است.
الاسموسور از آخرین پلسیوسورها بود. الاسموسور عضو زیرگروهی از پلسیوسورها بود که پلسیوسورسانان نامیده می‌شوند. همه‌ی اعضای این زیرگروه سرهایی کوچک و گردن‌هایی بسیار دراز داشتند، اما گردن هیچ‌یک به درازی گردن الاسموسور نبود. گردنش که ۷۱ مهره داشت -بیشتر از هر جانور دیگری در تاریخ- بیش از نیمی از طول بدنش را تشکیل می‌داد. این موضوع ادوارد درینکر کُپ را، که نخستین نمونه‌ی این جانور را در سال ۱۸۶۹ توصیف کرد، سخت سردرگم کرده بود و در نتیجه او سر جانور را روی دمش -که آن را به اشتباه گردنش تصور می‌کرد- گذاشت.
الاسموسور سری نسبتاً کوچک داشت و احتمالاً کمین می‌گرفت و با حرکت سریع گردنش ماهی‌ها را غافل‌گیر می‌کرد. دندان‌های دراز و باریک این جانور برای سوراخ کردن بدن و گرفتنِ شکارهای کوچک و نرم عالی بودند.